# Instytut Współpracy Polsko-Węgierskiej im. Wacława Felczaka
Instytut Współpracy Polsko-Węgierskiej im. Wacława Felczaka – polski instytut zajmujący się współpracą polsko-węgierską, powołany na mocy ustawy z dnia 8 lutego 2018. Patronem Instytutu jest prof. Wacław Felczak, historyk, znawca Europy Środkowej, badacz stosunków polsko-węgierskich, kurier karpacki z czasów II wojny światowej.

## Opis
Zgodnie z ustawą, Instytut jest państwową osobą prawną. Organami Instytutu są: Rada Instytutu oraz Dyrektor. Rada Instytutu składa się z członków powołanych spośród osób wyróżniających się wiedzą o relacjach polsko-węgierskich oraz ze specjalistów, których wiedza, doświadczenie lub autorytet dają rękojmię prawidłowej realizacji zadań Instytutu.
Od 1 sierpnia 2018 do czerwca 2024 funkcję dyrektora pełnił doc. dr hab. Maciej Szymanowski. Następnie od września 2024 do lutego 2025 pełniącym obowiązki dyrektora był Daniel Kasprzak, a od lutego do kwietnia 2025 Halina Tymczyszyn. W kwietniu 2025 dyrektorem został Jakub Wiśniewski.
Do zadań Instytutu należy m.in.:
1. przekazywanie młodym pokoleniom znaczenia tradycji polsko-węgierskiej;
2. wzmacnianie współpracy i nawiązywanie kontaktów między przedstawicielami młodego pokolenia, w szczególności w dziedzinie kultury i sportu;
3. wspieranie współpracy naukowej, inicjatyw oraz projektów naukowych i oświatowych mających na celu wzajemne poznanie języka, kultury, historii i polityki obu państw;
4. wspieranie wzajemnej myśli innowacyjnej polsko-węgierskich organizacji kulturalnych, gospodarczych i politycznych w celu wzmacniania konkurencyjności obu państw;
5. finansowanie lub dofinansowanie przedsięwzięć na rzecz współpracy polsko-węgierskiej;
6. analiza przemian politycznych, gospodarczych i społecznych w Europie, wpływających na bezpieczeństwo i rozwój Rzeczypospolitej Polskiej i Węgier.

Instytut patronuje działaniom badawczym i publicystycznym, prowadzi program stypendialny i translatorski oraz szkolny program nauczania języka węgierskiego w Polsce oraz polskiego na Węgrzech. W Krasiczynie koło Przemyśla Instytut organizuje Polsko-Węgierski Uniwersytet Letni – Szkołę Liderów, a w Budapeszcie Letnia Akademię Wyszehradzką na Narodowym Uniwersytecie Służby Publicznej w Budapeszcie. Instytut prowadzi także trójjęzyczny portal informacyjny kurier.plus, oraz działalność wydawniczą. Od 2022 roku Instytut organizuje konkurs wiedzy dla szkół ponadpodstawowych „Polska-Węgry – Historia Przyjaźni”.
Działalność instytutu jest finansowana z budżetu państwa w ramach części 16 – Kancelaria Prezesa Rady Ministrów.
Na Węgrzech działa partnerska Fundacja im. Wacława Felczaka, powołana w 2018 przez rząd węgierski. Celem fundacji, podobnie jak w przypadku Instytutu, jest rozwijanie współpracy polsko-węgierskiej.
Według doniesień prasowych Instytut miał zostać zlikwidowany.